# 23号阿肯色州州道

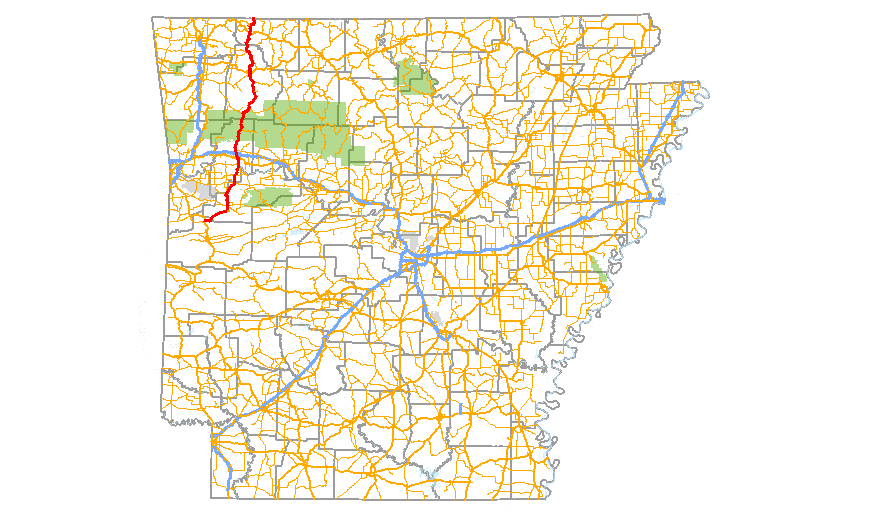

23号阿肯色州州道（英語：Arkansas Highway 23，AR23，Ark. 23）是位于美国阿肯色州西北部的一条南北走向的州级公路，长129.88英里（209.02），北起卡洛爾縣尤里卡斯普林斯以北的密苏里州交界处通过P线接86号密苏里州州道（MI86），穿过欧扎克-圣弗朗西斯国家森林，南至州斯科特縣埃爾姆公園接71号美国国道（US-71）。